# Доклевеллер

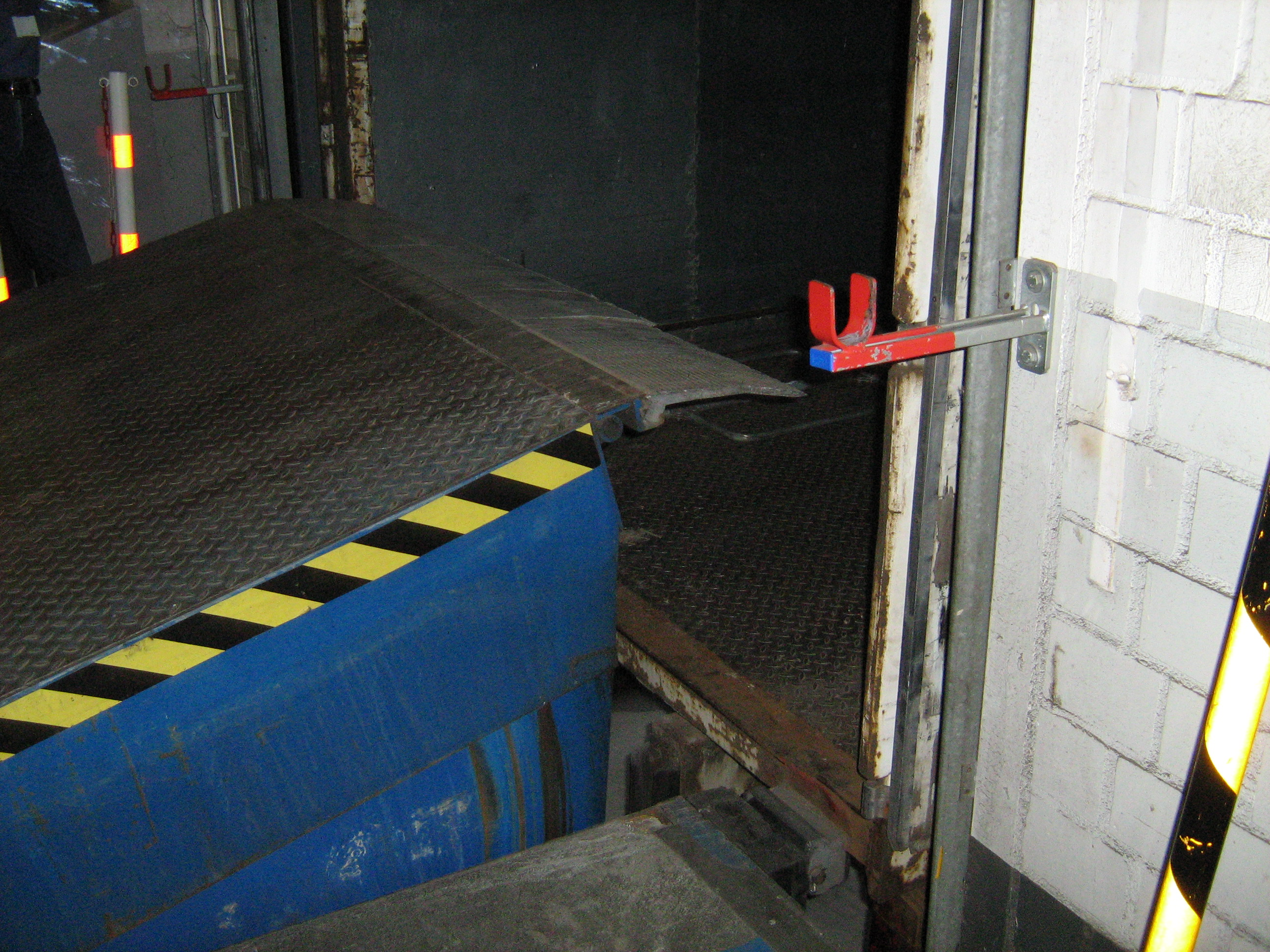
Доклевеллер

Доклевеллер (англ. dock leveller) или перегрузочный мост — специальная уравнительная платформа, которая играет роль моста между полом кузова транспортного средства и уровнем грузовой платформы или иной поверхностью, перекрывая пространство и компенсируя перепад высот. Это необходимо для беспрепятственного въезда автопогрузчика в кузов машины. При этом часть платформы может находиться на одном уровне с полом кузова грузовика.
Использование перегрузочных мостов увеличивает скорость погрузки и разгрузки, поэтому они стали неотъемлемой частью в системе транспортной логистики. Грузоподъёмность мостов варьируется в пределах 60-180 кН.

## Виды перегрузочных мостов
Виды перегрузочных мостов в зависимости от условий эксплуатации:
- 1. Мосты с откидной аппарелью. Этот тип перегрузочного моста подходит для использования в 90 % случаев. Принцип использования прост: после парковки грузового автомобиля возле дока оператор приводит в действие доклевеллер, он поднимается, в верхнем положении откидывается так называемая «губа» (аппарель), далее платформа начинает опускаться, до тех пор пока не ляжет на кузов грузовика, тем самым произведено выравнивание уровня пола склада и автомобиля, что позволит производить разгрузку/погрузку вилочными погрузчиками. После завершения погрузочно-разгрузочного процесса оператор возвращает платформу в исходное положение.
- 2. Мосты с выдвижной аппарелью длиной 500—1000 мм. Доклевеллер с выдвижной телескопической аппарелью предназначена для осуществления доступа автопогрузчика из зоны склада в кузов грузовика при разгрузочных-погрузочных работах. Ключевыми факторами при выборе данного типа являются его принципиальное отличие от предыдущей модели — принцип работы аппарели — в данном случае она не откидывается, а выдвигается, что позволяет обеспечить её точное позиционирование в кузове грузовика, а также возможность увеличения её длины с 500 мм до 1000 мм. Именно увеличенная длина выдвижной части допускает установку этой продукции в так называемые «изодоки», когда платформа несколько утоплена внутрь здания, а секционные ворота перекрывают в том числе и её, что полностью герметизирует отгрузочный док — такие жесткие требования обычно присутствуют например на фармацевтических и некоторых пищевых складах и производственных помещениях. Также есть возможность боковой загрузки автомобиля.
- 3. Специальные решения:
  -  — пружинно-механические откидные платформы. Механический перегрузочный мост возможно использовать в тех случаях, когда по каким либо причинам отсутствует возможность подключения к энергосетям. Для таких модификаций ограничен размерный ряд. И конечно же стоит учитывать что она приводится в действие мускульной силой человека.
  -  — с параллельной стыковкой к автомобилю,
  -  — с аппарелью из 3-х частей для транспорта разной ширины,
  -  — мобильные рампы (без стационарной платформы), Минидок является незаменимым в тех случаях, когда перепад между полом склада и автомобилем минимален, но существуют ограничения по использованию помещения в глубину, например, установлены какие-либо стеллажи, или вообще нет возможности сделать приямок, тогда можно установить навесную модификацию, что позволит максимально сохранить и использовать внутрискладские помещения.
  -  — подъёмные платформы с рычагами ножничного типа.

Перегрузочные мосты с откидной или выдвижной аппарелью оснащены блоками управления. В их основе лежит электрогидравлическая система, отвечающая за подъём платформы и работу аппарели. В конструкции используются цельные стальные листы с чечевицеобразным рифлением и лакокрасочным покрытием либо листы из оцинкованной стали. Дополнительно мосты могут быть оснащены противоскользящим покрытием и герметизацией зазора.

## Варианты монтажа перегрузочных мостов
Варианты монтажа перегрузочных мостов с откидной и выдвижной аппарелью:
- 1. Традиционный метод — монтаж рамной модели, закрытой сбоку, в подготовленный проем с точным соблюдением размеров:
  -  — мост опускается в проем с угольниками по краям и сваривается,
  -  — мост подвешивается в проем с арматурной сталью, выравнивается и заливается бетоном,
  -  — мост устанавливается в железобетонную конструкцию, выравнивается и заливается бетоном (при большом количестве мостов).
- 2. Боксовый метод — монтаж рамы, закрытой с 3-х сторон (мост устанавливается в деревянную опорную конструкцию, фиксируется и заливается бетоном — при небольшом количестве мостов).
- 3. Монтаж в яму, рама открыта с 3-х сторон (если необходим быстрый ремонт).

Пружинно-механические откидные перегрузочные мосты для широкого спектра нагрузок и разности уровней изготавливаются из стали с лакокрасочным покрытием, оцинкованной стали или антикоррозионного алюминия. Благодаря направляющей шине или тележкам, установленным на шаровых опорах, платформы можно сдвигать в сторону. Все мосты данного типа оснащены системой автоматической блокировки от самопроизвольного опрокидывания.